# Gryllita weissmani
Gryllita weissmani är en insektsart som beskrevs av Joyce Winifred Vickery 1993. Gryllita weissmani ingår i släktet Gryllita och familjen syrsor. Inga underarter finns listade i Catalogue of Life.